# Acid2

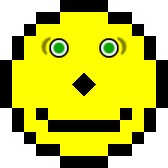
Het resultaat van een goed uitgevoerde Acid2-test. In de echte test zal de neus blauw oplichten als de muisaanwijzer eroverheen gaat.

Acid2 is een testpagina gemaakt door het Web Standards Project om te controleren of webbrowsers CSS en HTML goed kunnen uitvoeren. De test is de vervanger van de vorige Acid1-test, die uit 1998 stamt. De opvolger is Acid3, dat zich met name richt op JavaScript en DOM.

## De Acid2-test
In 2005 ontwierp het Web Standards Project de nieuwe Acidtest. Bij deze test is het de bedoeling dat de browser een smiley weergeeft. Om dit te bewerkstelligen, zijn er diverse CSS- en HTML-technieken gecombineerd. De Acid2-test is veel gecompliceerder dan de eerste Acidtest.

## Browsers en de Acid2-test
Alle grote browsers, waaronder Internet Explorer 8+, Firefox 3+ en Safari doorstaan de test. Ook Konqueror, iCab, Google Chrome en Opera voor de pc en Opera Mobile voor Windows Mobile zijn browsers die de Acid2-test volledig kunnen uitvoeren.